# Household Words
Household Words foi uma revista semanal inglesa editada por Charles Dickens na década de 1850, que teve seu nome tirado de uma frase da obra Henrique V de William Shakespeare — “Familiar na sua boca como palavras caseiras” (em inglês:  Familiar in his mouth as household words).

## História
Durante os estágios de planejamento, os títulos originalmente considerados por Dickens incluíam The Robin, The Household Voice, The Comrade, The Lever e The Highway of Life.
A Household Words era publicada todos os sábados de março de 1850 a maio de 1859. Cada número custava apenas dois pence, atingindo assim um amplo público leitor. A primeira edição da publicação trouxe uma seção sobre os princípios do artigo, intitulada “Uma Palavra Preliminar”:
| “                 | Aspiramos a viver nas afeições domésticas, e ser considerados entre os pensamentos das famílias, dos nossos leitores. Esperamos ser o companheiro e o amigo de milhares de pessoas, de ambos os sexos e de todas as idades e condições, em cujos rostos talvez nunca olhemos. Procuramos levar a inúmeros lares, do mundo agitado que nos rodeia, o conhecimento de muitas maravilhas sociais, boas e más, que não são calculadas para tornar qualquer um de nós menos ardentemente perseverante em si mesmo, menos fiel no progresso da humanidade, menos grato pelo privilégio de viver nesta madrugada de verão. | ” |
| — Charles Dickens | |   |

Uma versão mais longa dos princípios da publicação apareceu em jornais como The Argus em setembro de 1850.
Teoricamente, a revista defendia a causa dos pobres e das classes trabalhadoras, mas na verdade se dirigia quase exclusivamente à classe média. Só aparecia o nome de Dickens, o “condutor” da revista; os artigos não eram assinados (embora os autores de romances serializados fossem identificados) e, apesar de apresentar regularmente um “anunciante”, a revista não era ilustrada.
Para aumentar as vendas em queda, Dickens publicou seu próprio romance, Hard Times, em partes semanais entre 1 de abril e 12 de agosto de 1854. Teve o efeito desejado, mais do que dobrando a circulação da revista e encorajando o escritor, que observou que ele era “três partes louco, e a quarta delirante, com perpétuo compromisso em Hard Times”.
O fato de Dickens possuir metade da empresa e seus sócios, John Forster e William Henry Wills, possuírem mais um quarto dela era uma garantia de que o escritor teria liberdade para escrever o que quisesse na revista. Wills também foi nomeado editor associado e, em dezembro de 1849, o conhecido de Dickens, o escritor e poeta Richard Henry Horne foi nomeado subeditor com um salário de “cinco guinéus por semana”. Em 1859, no entanto, devido a uma disputa entre Dickens e os editores, Bradbury e Evans, a publicação cessou e Household Words foi substituída por All the Year Round, da qual ele tinha maior controle.
O periódico continha uma mistura de ficção e não-ficção. Uma grande parte da não-ficção tratava das questões sociais da época.

## Obras serializadas
Os trabalhos de destaque que foram serializados em Household Words foram:
- A Child's History of England por Charles Dickens publicado de 25 de janeiro de 1851 a 10 de dezembro de 1853
- Cranford, North and South e My Lady Ludlow por Elizabeth Gaskell
- The Song of the Western Men por Robert Stephen Hawker
- The Dead Secret e A Rogue's Life por Wilkie Collins

## Trabalhos colaborativos
Dickens também colaborou com outras equipes de escritores um número de histórias natalinas e peças teatrais para edições sazonais da revista. Entre elas estão:
- The Seven Poor Travellers no Número Extra de Natal (14 de dezembro de 1854) com Wilkie Collins, Eliza Lynn Linton, Adelaide Anne Procter (sob o pseudônimo de "Mary Berwick"), e George Augustus Henry Sala.
- The Holly Tree Inn no Número Extra de Natal (15 de dezembro de 1855) com Wilkie Collins, William Howitt, Harriet Parr, e Adelaide Anne Procter.
- The Wreck of the Golden Mary no Número Extra de Natal (6 de dezembro de 1856) com Wilkie Collins, Percy Hetherington Fitzgerald, Adelaide Anne Procter, Harriet Parr, e o reverendo James White.
- The Frozen Deep uma peça teatral escrita com Wilkie Collins e, inicialmente apresentada na adaptada sala de aula da residência de Dickens em Londres, Tavistock House (6 de janeiro de 1857)
- The Lazy Tour of Two Idle Apprentices uma colaboração não sazonal (3-31 de outubro de 1857) com Wilkie Collins
- The Perils of Certain English Prisoners no Número Extra de Natal (7 de dezembro de 1857) com Wilkie Collins
- A House to Let no Número Extra de Natal (7 de dezembro de 1858) com Elizabeth Gaskell e Adelaide Anne Procter.

Entre outros colaboradores da Household Words está o autor James Payn.
Uma lista completa de quem escreveu o quê e por quanto tempo na Household Words foi compilada em 1973 por Anne Lohrli, através de uma análise do livro contábil do escritório mantido pelo subeditor de Dickens, W. H. Wills.